# Gretchen sans uniforme
Pour plus de détails, voir Fiche technique et Distribution.
Gretchen sans uniforme (Eine Armee Gretchen) est un film germano suisse autrichien réalisé par Erwin C. Dietrich en 1973.

## Synopsis
Une jeune et jolie allemande engagée dans la Wehrmacht, après la défaite nazie, contracte volontairement une maladie vénérienne pour contaminer les soldats américains d'occupation. 

## Fiche technique
- Titre : Gretchen sans uniforme
- Titre original : Eine Armee Gretchen
- Réalisation : Erwin C. Dietrich
- Scénario : Erwin C. Dietrich et Christine Lembach d'après le roman de Karl-Heinz Helms-Liesenhoff
- Musique : Walter Baumgartner
- Photographie : Peter Baumgartner
- Montage : Marie-Luise Buschke
- Production : Erwin C. Dietrich
- Pays de production :  Suisse,  Allemagne de l'Ouest et  Autriche
- Genre : Guerre
- Durée : 96 minutes
- Dates de sortie : 
  - Allemagne de l'Ouest : 24 août 1973
  - France : 22 janvier 1976

## Distribution
- Carl Möhner : Dr. Felix Kuhn
- Birgit Bergen : Zugleiterin
- Renate Kasché : Ulrike von Menzinger
- Helmut Förnbacher : Capitaine Mannteufel
- Alexander Allerson : Colonel Stett
- Elisabeth Felchner : Marga Kuhn
- Klaus Knuth : l'homme de la Gestapo
- Hasso Preiss : Major
- Karin Heske : Eva Kuhn
- Milan Beli : Aljoscha
- Elke Boltenhagen : Claudia
- Anne Graf